# Flaviarosa Rossini
Flaviarosa Rossini (... – 15 novembre 1982) è stata un'ispanista e traduttrice italiana.

## Biografia
Talvolta citata come Flaviarosa Nicoletti Rossini, si occupò del periodo romantico e post-romantico della letteratura spagnola. Tradusse dallo spagnolo numerosi autori, mentre dal francese si occupò di Sade. Fu moglie di Gianni Nicoletti.

## Opere

### Curatele
- Miguel de Unamuno, Romanzi e drammi, Roma, Casini, 1955
- Pedro de Alarcón, Novelle scelte, Torino, UTET, 1961
- José Zorrilla, Teatro, Torino, UTET, 1974

### Traduzioni
- Teresa d'Avila, Il libro della sua vita, Torino, UTET, 1954
- Clarín, La presidentessa, Torino, UTET, 1960 (anche curatela); Collana I Millenni, Torino, Einaudi, 1989.
- Michel de Ghelderode, Escuriale; La scuola dei buffoni, Torino, Einaudi, 1963 (con Gianni Nicoletti)
- Alejandro Casona, la dama dell'alba: polittico in quattro atti, Torino, Einaudi, 1964
- Julio Cortázar, Bestiario, Torino, Einaudi, 1965 (con Cesco Vian)
- Jean-Jacques Sempé, Le ricreazioni di Nicolino, Torino, ERI, 1967
- Julio Cortázar, Il gioco del mondo, Torino, Einaudi, 1969
- Julio Cortázar, Storie di cronopios e di fama, Torino, Einaudi, 1971
- José María de Pereda, Pedro Sánchez, Torino, UTET, 1972
- Aloys Zotl, 1803-1887, Parma, Ricci, 1972 (con G. Mariotti)
- Julio Cortázar, Componibile 62, Torino, Einaudi, 1974
- Hernán Valdés, Tejas Verdes: diario di un prigioniero di Pinochet, Milano, Bompiani, 1977
- Donatien Alphonse François de Sade, La nuova Justine, ovvero Le sciagure della virtù, Roma, Newton Compton, 1979 (2 voll.)
- Julio Cortázar, Qualcuno che passa di qui, Milano, Guanda, 1984